# 萨马尔索勒
萨马尔索勒（法語：Sammarçolles，法語發音：[samaʁsɔl]）是法国新阿基坦大区维埃纳省的一个市镇，位于该省西北部，属于沙泰勒罗区。

## 地理
萨马尔索勒（47°1'58"N, 0°8'47"E）面积21.22 平方千米，位于法国新阿基坦大区维埃纳省，该省份为法国中西部省份，北起曼恩-卢瓦尔省和安德尔-卢瓦尔省，西接德塞夫勒省，南至夏朗德省，东南接上维埃纳省，东临安德尔省。
与萨马尔索勒接壤的市镇（或旧市镇、城区）包括：马尔赛、巴斯、伯克斯、卢丹地区科、盧丹、梅瑟梅、韦济耶尔。

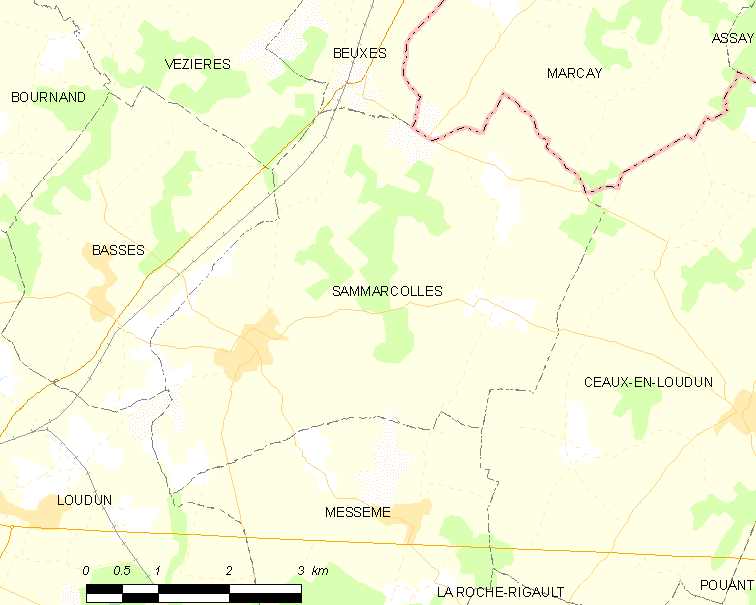
萨马尔索勒的OSM定位图

萨马尔索勒的时区为UTC+01:00、UTC+02:00（夏令时）。

## 行政
萨马尔索勒的邮政编码为86200，INSEE市镇编码为86252。

## 政治
萨马尔索勒所属的省级选区为卢丹县。

## 人口

1962-2008年间萨马尔索勒人口变化图示

萨马尔索勒于2022年1月1日时的人口数量为648人。